# Struttura causale
La struttura causale di una varietà lorentziana descrive i rapporti causali tra punti della varietà.

## Introduzione
Nella fisica moderna, in particolare nella teoria della relatività, lo spaziotempo è rappresentato da una varietà Lorentziana. I punti della varietà sono interpretati come eventi nello spaziotempo e il loro rapporto causale si traduce nel fatto che eventi (ovvero punti della varietà) possano influenzare altri eventi.

Nello spaziotempo di Minkowski, ogni evento O individua un cono di luce che divide lo spazio tempo in regioni distinte: il futuro (insieme dei punti che possono essere influenzati da O), il passato (eventi che hanno influenzato O) e il presente (eventi che non hanno correlazione causale con O)

Lo spaziotempo di Minkowski, proprio della relatività ristretta, è un esempio di varietà lorentziana a curvatura nulla (ovvero piatta). La struttura causale dello spaziotempo di Minkoski risulta semplificata: per ogni evento è possibile tracciare un cono di luce e suddividere lo spazio in regioni disgiunte: il futuro, il passato e il presente dell'evento, come mostrato in figura.
Tuttavia nella relatività generale la varietà in cui vive la teoria (ossia, lo spaziotempo) in generale può presentare una curvatura. La struttura causale si determina tracciando delle curve (ossia funzioni regolari) che uniscano due punti dello spaziotempo. Delle condizioni sui vettori tangenti alla curva definiscono la relazione causale tra i due punti (e la natura causale della curva stessa).

## Struttura causale
sia {\displaystyle \,(M,g)} una varietà lorenziana {\displaystyle M} dotata di metrica {\displaystyle g}. La metrica ha segnatura
{\displaystyle g={\begin{bmatrix}-1&0&0&0\\0&1&0&0\\0&0&1&0\\0&0&0&1\end{bmatrix}}\ }
Sia {\displaystyle X} un vettore appartenente allo spazio tangente {\displaystyle V_{P}} di un punto {\displaystyle P} della varietà {\displaystyle M}, esso può essere classificato in tre famiglie distinte a seconda del segno della sua norma quadra{\displaystyle ||X||^{2}=g(X,X)=g_{ab}X^{a}X^{b}=X_{a}X^{a}}:
- vettori di tipo tempo (timelike) se {\displaystyle \,g(X,X)<0}
- vettori nulli o di tipo luce (lightlike) se {\displaystyle \,g(X,X)=0}
- vettori di tipo spazio (spacelike) se {\displaystyle \,g(X,X)>0}

Le definizioni dipendono dal fatto che abbiamo usato la convenzione {\displaystyle (-,+,+,+,\cdots )} per la segnatura della metrica). Ovviamente nelle disequazioni precedenti è necessario cambiare il verso delle disequazioni se si cambia la convenzione.
Questi nomi sono utilizzati anche nel caso dello spaziotempo di Minkowski. In questo caso possiamo dire che punti dello spaziotempo di Minkowski collegati da un vettore di tipo tempo o di tipo luce sono causalmente correlati, mentre tra punti collegati da vettori di tipo spazio non c'è correlazione causale.

### Orientabilità temporale
In ogni punto della varietà {\displaystyle M}, i vettori di tipo tempo che appartengono allo spazio tangente del punto possono essere divisi in due classi di equivalenza. Per questo si definisce una relazione di equivalenza tra coppie di vettori tangenti di tipo tempo.
Se {\displaystyle X} e {\displaystyle Y} sono due vettori tangenti di tipo tempo in un punto {\displaystyle P} diciamo che {\displaystyle X} e {\displaystyle Y} sono equivalenti (e si scrive {\displaystyle X\sim Y}) se {\displaystyle \,g(X,Y)>0}.
Si individuano due classi di equivalenza, possiamo chiamare una di queste classi come la classe di equivalenza dei vettori di tipo tempo diretti futuri (future-directed vectors) e l'altra classe dei vettori diretti passati (past-directed vectors). Da queste due classi vengono esclusi i vettori di tipo luce.
Fisicamente, l'individuazione di vettori diretti futuri e diretti passati corrisponde alla scelta di un verso per la direzione temporale. Una delle due classi può essere estesa per comprendere anche i vettori di tipo luce.
Una varietà loretziana è orientabile temporalmente (time-orientable) se è possibile mappare con continuità la struttura causale su tutti i punti della varietà, ovvero se è possibile mappare tra loro le classi di vettori diretti futuri e diretti passati relativi a spazi tangenti di punti diversi della varietà. Un altro modo di descrivere l'orientabilità temporale è la possibilità di mappare le falde future e passate dei coni luce in ogni punto tra loro.

### Curve
Le curve (regolari) in {\displaystyle M}, vale a dire funzioni continue e con derivate continue da {\displaystyle R} in {\displaystyle M}, {\displaystyle \gamma (t)=P} possono essere classificate in
- curve cronologiche (o di tipo tempo) se il vettore tangente in ogni punto della curva è di tipo tempo.
- curve nulle (o di tipo luce) se il vettore tangente è di tipo luce.
- curve di tipo spazio se il vettore tangente in ogni punto della curva è di tipo spazio.
- curve causali (o non di tipo spazio) se il vettore tangente è di tipo tempo or nullo in ogni punto della curva.

Se la varietà è orientabile temporalmente le curve cronologiche e causali possono essere classificate in base alla loro orientazione temporale: esse possono essere distinte in curve cronologiche (causali) future o passate a seconda che i loro vettori tangenti siano di tipo tempo (o anche nulli per curve causali) diretti futuri o diretti passati.
Queste definizioni si applicano solamente alle curve cronologiche e causali poiché solo queste classi di curve hanno vettori tangenti ai quali è possibile assegnare un'orientazione temporale.
L'assunzione di regolarità implica che il vettore tangente non sia mai zero (è necessario fare quest'assunzione affinché non siano permesse curve causali chiuse, come, per esempio, curve la cui immagine sia un solo punto).

### Relazioni causali
Dati due punti {\displaystyle P}, {\displaystyle Q} della varietà {\displaystyle M} è possibile individuare diverse relazioni causali tra essi:
- {\displaystyle P} precede cronologicamente {\displaystyle Q} (spesso indicato con {\displaystyle \,P\ll Q}) se esiste una curva cronologica diretta futura congiungente {\displaystyle P} a {\displaystyle Q}.
- {\displaystyle P} precede causalmente {\displaystyle Q} (spesso indicato con {\displaystyle P\prec Q} o {\displaystyle P\leq Q})  se esiste una curva causale diretta futura congiungente {\displaystyle P} a {\displaystyle Q} o {\displaystyle P=Q}[senza fonte]. Si dice che {\displaystyle P} precede causalmente in senso stretto {\displaystyle Q} ({\displaystyle x<y}) quando {\displaystyle P\neq Q}.
- {\displaystyle P} horismos {\displaystyle Q}[6] (spesso indicato con {\displaystyle x\to y} or {\displaystyle x\nearrow y}) if {\displaystyle x\prec y} and {\displaystyle x\not \ll y}[senza fonte]

## Struttura causale
Per un punto {\displaystyle P} nella varietà {\displaystyle M} si definiscono gli insiemi seguenti:
- Il futuro cronologico di {\displaystyle P}, indicato con {\displaystyle \,I^{+}(P)}, è definito come l'insieme di tutti i punti {\displaystyle Q} di {\displaystyle M} tali che {\displaystyle P} precede cronologicamente {\displaystyle Q}:{\displaystyle \,I^{+}(P)=\{Q\in M|P\ll Q\}}
- Il passato cronologico di {\displaystyle P}, indicato con {\displaystyle \,I^{-}(P)}, è definito come l'insieme di tutti i punti {\displaystyle Q} in {\displaystyle M} tali che {\displaystyle Q} precede cronologicamente {\displaystyle P}: {\displaystyle \,I^{-}(P)=\{Q\in M|Q\ll P\}}

In modo analogo si definiscono:
- Il futuro causale (anche detto futuro assoluto) di {\displaystyle P}, indicato con {\displaystyle \,J^{+}(P)}, è definito come l'insieme di tutti i punti {\displaystyle Q} di {\displaystyle M} tali che {\displaystyle P} precede casualmente {\displaystyle Q}: {\displaystyle \,J^{+}(P)=\{Q\in M|P\prec Q\}}
- Il passato casuale (anche detto passato assoluto) di {\displaystyle P}, indicato con {\displaystyle \,J^{-}(P)}, è definito come l'insieme di tutti i punti {\displaystyle Q} di {\displaystyle M} tali che {\displaystyle Q} precede casualmente {\displaystyle P}: {\displaystyle \,J^{-}(P)=\{Q\in M|Q\prec P\}}

Si possono dare definizioni equivalenti degli insiemi {\displaystyle \,I^{+}(P)}, {\displaystyle \,I^{-}(P)}, {\displaystyle \,J^{+}(P)}, {\displaystyle \,J^{-}(P)} facendo uso di curve. Per esempio i punti di {\displaystyle \,I^{+}(P)} possono essere definiti come i punti che possono essere raggiunti a partire da {\displaystyle P} attraverso una curva cronologica diretta futura, i.e. {\displaystyle \,I^{+}(P)=\{Q\in M|} {\displaystyle \exists } {\displaystyle \gamma (t)}curva cronologica diretta futura {\displaystyle |\gamma (0)=P,\gamma (1)=Q\}}.
Si danno definizione analoghe per gli altri insiemi.
Come esempio semplice, nello spaziotempo di Minkowski l'insieme {\displaystyle \,I^{+}(P)} è l'interno del cono di luce futuro centrato in {\displaystyle P}. L'insieme {\displaystyle \,J^{+}(P)} è l'intero cono di luce futuro in {\displaystyle P} (compreso anche il cono stesso, ossia il bordo che in {\displaystyle \,I^{+}(P)}).
Gli insiemi {\displaystyle \,I^{+}(P),I^{-}(P),J^{+}(P),J^{-}(P)} definiti per tutti i punti {\displaystyle P} in {\displaystyle M}, sono chiamati struttura causale di {\displaystyle M}.
Dato un sottoinsieme {\displaystyle S} di {\displaystyle M} si definiscono:
{\displaystyle I^{\pm }(S)=\bigcup _{x\in S}I^{\pm }(x)}
{\displaystyle J^{\pm }(S)=\bigcup _{x\in S}J^{\pm }(x)}
Dati {\displaystyle S,T} due sottoinisiemi di {\displaystyle M} si definiscono:
- Il futuro cronologico di {\displaystyle S} relativo a {\displaystyle T}': {\displaystyle I^{+}(S,T)=I^{+}(S)\cap T}
- The futuro causale di {\displaystyle S} relativo a {\displaystyle T}': {\displaystyle J^{+}(S,T)=J^{+}(S)\cap T}

E in modo analogo il passato cronologico e il passato causale.

### Proprietà
- Un punto {\displaystyle P} appartiene a {\displaystyle \,I^{-}(Q)} se e solo se {\displaystyle Q} appartiene a {\displaystyle \,I^{+}(x)}.
- {\displaystyle P\prec Q\implies I^{-}(P)\subset I^{-}(Q)}
- {\displaystyle P\prec Q\implies I^{+}(Q)\subset I^{+}(P)}
- {\displaystyle I^{+}[S]=I^{+}[I^{+}[S]]\subset J^{+}[S]=J^{+}[J^{+}[S]]}
- {\displaystyle I^{-}[S]=I^{-}[I^{-}[S]]\subset J^{-}[S]=J^{-}[J^{-}[S]]}

Proprietà topologiche della struttura causale:
- {\displaystyle I^{\pm }(x)} è aperto per tutti i {\displaystyle P} in {\displaystyle M}.
- {\displaystyle I^{\pm }[S]} è aperto per tutti i sottoinsiemi di {\displaystyle M}, {\displaystyle S\subset M}.
- {\displaystyle I^{\pm }[S]=I^{\pm }[{\overline {S}}]} per tutti i sottoinsiemi {\displaystyle S\subset M}. {\displaystyle {\overline {S}}} indica la chiusura di un sottoinsieme {\displaystyle S}.
- {\displaystyle J^{\pm }[S]\subset {\overline {I^{\pm }[S]}}}

## Geometria conforme
Due metriche {\displaystyle \,g} e {\displaystyle {\hat {g}}} si dicono conformemente correlate se esiste una funzione {\displaystyle \Omega } reale e regolare (per esempio di classe {\displaystyle C^{\infty }}), detta fattore conforme, tale che {\displaystyle {\hat {g}}=\Omega ^{2}g}.
Si può verificare direttamente per sostituzioni che le trasformazioni conformi non cambiano la struttura causale assegnata alla varietà con la metrica  {\displaystyle \,g}. Per esempio sia {\displaystyle X} un vettore tangente di tipo tempo appartenente allo spazio tangente del punto {\displaystyle P} di {\displaystyle M} con la metrica {\displaystyle g}.
Allora usando la convenzione precedente {\displaystyle \,g(X,X)=g_{ab}X^{a}X^{b}<0}. Dopo una trasformazione conforme abbiamo {\displaystyle {\hat {g}}(X,X)={\hat {g}}_{ab}X^{a}X^{b}=\Omega ^{2}g_{ab}X^{a}X^{b}>0} così che {\displaystyle X} è un vettore di tipo tempo anche rispetto a {\displaystyle {\hat {g}}}.